# グローブ・ロコモティブ・ワークス
グローブ・ロコモティブ・ワークス（Globe Locomotive Works ）は19世紀末の蒸気機関車製造会社で、ボストンを拠点としていた。100台くらいの機関車を生産した。
「エレファント」は木を燃焼させる形式で車輪配置は4-4-0で、1894年ユニオンパシフィック鉄道向けに生産され、初めてロッキー山脈の西の地を踏んだ機関車となった。
1864年、会社はJohn SoutherとD.A. Pickeringと合弁で機関車と蒸気ショベルを生産するGlobe Works Companyになった。